# 戴僧静
戴 僧静（戴僧靜、たい そうせい、生年不詳 - 491年）は、南朝宋から斉にかけての軍人。本貫は会稽郡永興県。

## 経歴
宋の景平年間に祖父の戴飾が富陽県の孫法先の反乱計画に参加して処刑され、戴氏の家族は青州に移された。僧静は若くして胆力があり、弓射や乗馬を得意とした。青州刺史の沈文秀に仕えて、北魏にうつった。後に一家を率いて宋に帰国し、淮陰に入って蕭道成の庇護を受け、その側近に仕えるようになった。僧静は建康で錦を持ち出していたところ、欧陽戍に捕らえられて、兗州で収監された。蕭道成は薛淵を派遣して僧静に酒と食事を届けさせ、魚の腹の中に刀子を隠して持ち込ませた。僧静は獄吏に酒を飲ませて、酔っ払ったところを刀子で枷を削って外し、脱獄した。蕭道成が領内に僧静をかくまい、年に千斛の穀物を供与して家族を養わせた。北魏軍が角城を包囲したとき、僧静は蕭道成の命で派遣され、数度の勝利をえて、帳内軍主に任じられた。蕭道成に従って建康に帰り、積射将軍・羽林監に任じられた。
昇明元年（477年）、沈攸之が蕭道成を討つために兵を起こすと、蕭道成は朝堂に入り、僧静は軍主として蕭道成に従った。袁粲が石頭に拠って起兵すると、僧静は蕭道成の命により部下を率いて石頭に向かった。ときに蘇烈が倉城に拠っていたが、僧静は信書を射こんで蘇烈に届けさせ、夜間に縄をかけて入城した。袁粲が石頭城の西南の門の上に登って、蕭道成軍に射かけさせ、部隊の灯火が消えると、城の東門のほうに回った。袁粲の部将の孫曇瓘が奮戦したため、蕭道成軍は死者100人あまりを出した。蕭道成の軍主の王天生が死戦して、孫曇瓘と互角に戦った。亥から丑の刻にかけて、僧静が部隊の先頭に立って倉門を力攻めし、袁粲の軍が敗走すると、僧静は手ずから袁粲を斬り、外の軍が門を焼いて入城した。僧静は功績により前軍将軍・寧朔将軍の号を受けた。昇明2年（478年）、游撃将軍の号を受けた。沈攸之の乱が平定されると、僧静は功績により興平県侯に封じられた。建元元年（479年）、蕭道成が帝位につくと、僧静は南済陰郡太守に任じられた。輔国将軍の号を受け、建昌県侯に改封された。建元2年（480年）、驍騎将軍の号を受け、員外常侍の位を加えられ、太子左衛率に転じた。
建元4年（482年）、武帝が即位すると、僧静は持節・督徐州諸軍事・冠軍将軍・北徐州刺史として出向した。牛を買って貧民に供与し、耕作を勧めさせ、民情を安定させた。給事中・太子右率に転じた。まもなく通直散騎常侍の位を加えられた。永明5年（487年）、陳顕達の下で比陽の桓天生の乱を討った。僧静は韓孟度や康元隆とともに進軍し、比陽まで40里の深橋に駐屯した。桓天生が10万の兵を率いてやってくると、僧静は会戦してこれを撃破した。桓天生が比陽に退却すると、僧静は進軍して比陽を包囲した。桓天生の軍が城外に出てくると、再び撃破した。桓天生が城門を閉ざして出てこなくなると、僧静も自軍の疲弊をみて退却した。征虜将軍・南中郎司馬・淮南郡太守に任じられた。
永明8年（490年）、巴東王蕭子響が劉寅・江愈らを殺すと、武帝は僧静を領軍として江陵に派遣させようとしたが、僧静は巴東王が年少であることから、大罪に問わないよう進言した。武帝は答えなかったが、内心は僧静の意見を支持しており、僧静を廬陵王中軍司馬・高平郡太守に任じた。永明9年（491年）、僧静は死去した。諡は壮侯といった。

## 伝記資料
- 『南斉書』巻30 列伝第11
- 『南史』巻46 列伝第36